# Perizoma planicolor
Perizoma planicolor là một loài bướm đêm trong họ Geometridae.